# Українська комуністична партія
Українська комуністична партія (УКП, популярно — укапісти) — партія, утворена на установчому з'їзді 22–25 січня 1920 року. УКП під керівництвом першого обраного головою партії Антіна Драгомирецького стала найпослідовнішим теоретичним й організаційним оформленням українського комунізму.

## Історія партії
На відміну від інших течій українського комунізму, УКП не тільки обґрунтовувала потребу такої партії інтересами революції в Україні, а й доводила своє право на існування посиланнями на органічний зв'язок з попереднім розвитком громадсько-політичного руху: від створення РУП 1900, з якої 1905 виділилася УСДРП, участі УСДРП в національно-визвольній революції 1917 і виділення з неї лівого крила незалежних соціал-демократів, а еволюція цих останніх до комунізму й призвела до утворення УКП. Шлях лівої течії УСДРП до комунізму був аналогічний до такого самого виділення на Заході комуністичних партій з європейської соціал-демократії. Теоретичне обґрунтування цього процесу сформулював у книзі «Від демократії до комунізму» Андрій Річицький.
Посилаючись на своє органічне пов'язання з українською нацією та її історією, УКП вважала, що керівною силою революції в Україні має право бути саме вона, а не КП(б)У, яка, як неподільна частина російської комуністичної партії — РКП(б), була чужа українській нації та її відродженню й об'єктивно стала знаряддям відновлення «єдиної неділимої» Росії. Виходячи з цієї відмінності, УКП підтримувала створення демократичної УНР, але домагалася переростання української національно-демократичної революції на соціальну, а УНР — на самостійну УРСР. УКП виступала проти насадження в Україні радянської системи ззовні й обстоювала творення її тільки внутрішніми силами української революції. На її думку, більшовицька окупація України силами Червоної армії загрожувала відновленням Російської імперії і тим гальмувала розвиток комунізму в Україні, викликаючи повстання проти більшовиків мас українського населення. Виходячи з засади «внутрішніх сил», УКП започаткувала теорію відмінності комунізму поневоленої нації від комунізму панівної.
На час найбільшого піднесення її діяльності (1920) УКП нараховувала близько 3000 членів. До неї переходили колишні боротьбисти, а на початку її існування й члени КП(б)У, зокрема 1920 до УКП перейшла вся верхівка Кобеляцької повітової організації КП(б)У, тоді ж перейшов до неї й голова «фракції федералістів» у КП(б)У Георгій Лапчинський. Але УКП утворилася вже під час остаточного встановлення воєнно-політичної диктатури РКП(б) в Україні, яка терором гальмувала її зростання. Під цим тиском і за підтримкою ЦК КП(б)У в УКП 1923 утворилася «ліва фракція», яка висунула тезу влиття в КП(б)У, мотивуючи цей крок можливістю українізації останньої.
Не бачивши перспектив на дальше існування, ЦК УКП 27 серпня 1924 р. подав до Комінтерну меморандум, в якому висунув умову: якщо Комінтерн визнає незалежність УСРР і право комуністів України мати свою партію в Комінтерні, — УКП самоліквідується. Комінтерн, керований російською комуністичною партією, декларацією від 24 грудня 1924 р. запевнив УКП, що УСРР суверенна держава, з уваги на що УКП мусить самоліквідуватися, а її члени мають перейти до КП(б)У. Розуміючи фальшивість цих запевнень, але й не маючи іншого виходу під терором ДПУ (багатьох її членів, зокрема й її лідера Андрія Річицького, не раз заарештовувано), УКП підпорядкувалася рішенню Комінтерну. На IV з'їзді, скликаному 1 березня 1925 року, партія формально закінчила своє окреме організаційне існування. Значна частина її членів увійшла до КП(б)У.

## Актив УКП
Керівними діячами УКП були: Антін Драгомирецький, Михайло Ткаченко й Андрій Річицький (обидва автори програми УКП), Михайло Авдієнко, Юрій Мазуренко, Юрій Лапчинський, П. Кулиниченко, Олексій Яворський, Й. Дідич, В. Животков, Я. Замочник, А. Симон, І. Зерницький (псевд.). Крім них, до активу УКП належали також П. Кияниця, П. Корнієвський (лідер «лівої фракції»), М. Грицай, П. Синявський.
Після влиття в КП(б)У декого з колишніх укапістів висунуто на відповідальні посади в партійному й державному апараті: А. Річицького обрано кандидатом у члени ЦК КП(б)У, М. Грицай був членом ЦК ЛКСМУ і секретарем ЦК підпільної організації комуністичної молоді Західної України, Т. Корнієвський — членом Президії Всеукраїнської ради професійних спілок, Ю. Лапчинський — консулом у Львові. Наявність укапістів (як і раніше прийнятих за подібних умов боротьбистів) справді була гальмом великодержавної політики Москви в Україні, через що більшість їх, головно за обвинуваченням в українському націоналізмі, була ліквідована, а решта зазнала важких репресій (зокрема Борис Антоненко-Давидович).

## Преса
Укапісти видавали у Києві свій друкований орган — газету «Червоний прапор». Для тогочасної України це було нове видання, яке по-своєму розуміло і трактувало соціалістичні ідеї, прилаштовуючи їх до українського національного ґрунту.
Крім центральної газети, укапісти видавали з такою ж назвою рукописний та машинописний часопис «Червоний прапор», а також губернські газети у Вінниці й Харкові. На Прикарпатті виходив «Комуніст Прикарпаття». У Сквирі місцевий партком УКП мав свій друкований орган — газету «Червоний шлях». Усі вони були недовговічними. Останнім роком появи різних партійних газет став 1920 рік. Після цього в Україні настала епоха компартійної преси.